# 신비아파트: 하리의 특별한 하루
《신비아파트: 하리의 특별한 하루》는 투니버스에서 제작한 대한민국의 애니메이션 《신비아파트》를 바탕으로 하는 대한민국의 인터랙티브 애니메이션 영화로 2019년 5월 상영되었다.
본작에 등장하는 주요 등장인물 중 한 명인 구하리 쪽 시점을 중심으로 하며, '블러드 메리'라는 귀신 캐릭터가 등장한다.

## 성우진

### 주역
- 구하리 (성우:김영은)

- 최강림 (성우: 신용우)

- 김현우 (성우: 심규혁)

- 이가은 (성우: 여민정)

- 신비 (성우: 조현정)

### 악역/등장 귀신
- 블러드메리 (성우: 정유미)

신비아파트 하리의 특별한 하루 특별편의 최종 보스로 죽음의 신부 모습을 한 귀신이다.
종류: 악귀

## 관련 서적
- 서울문화사에서 특별판으로 출간했다. 단권.